# Frank Lampard
Frank James Lampard (Londres, 20 de junio de 1978) es un exfutbolista y entrenador inglés. Jugaba como centrocampista, siendo considerado como uno de los mejores jugadores del Chelsea F.C. de todos los tiempos y uno de los mejores centrocampistas de su generación. Actualmente dirige al Coventry City de la EFL Championship.
Comenzó a jugar en el West Ham United, club en donde jugó su padre, Frank Lampard, Sr. Junto a Joe Cole, Lampard ayudó al West Ham United a finalizar en la quinta posición en la temporada 1998-99. En la siguiente temporada Lampard anotó 14 goles en todas las competiciones que disputó su club. En el 2001 fue fichado por el Chelsea por 11 millones de libras esterlinas.
Tras debutar con el Chelsea F. C. el 19 de agosto de 2001, entre el 13 de octubre de 2001 y el 28 de diciembre de 2005 disputó 164 partidos de liga de forma consecutiva, lo que en aquel momento suponía un nuevo récord. Se convirtió en un goleador prolífico en el Chelsea y obtuvo sus primeros títulos nacionales en 2005: la Premier League y la Football League Cup. Lampard consiguió más títulos bajo las órdenes de José Mourinho: la Premier League y un doblete en 2007 (Football League Cup y FA Cup). El inglés renovó su contrato con el Chelsea en 2008 y se convirtió en el futbolista mejor pagado de la Premier League en aquel entonces. Ese mismo año alcanzó por primera vez una final de Liga de Campeones, donde anotó el gol que le dio el empate al Chelsea contra el Manchester United; sin embargo, el Chelsea cayó derrotado en la tanda de penaltis. En 2009, consiguió su segunda FA Cup, en donde anotó el gol de la victoria en la final, y en 2010, Lampard consiguió su tercera Premier League y su tercera FA Cup.
Lampard ha sido elegido Jugador del Año en el Chelsea por la afición en tres ocasiones y es el máximo anotador del club con 211 goles en todas las competiciones, incluyendo 116 anotaciones en la liga, siendo la mayor cantidad de anotaciones hechas por un centrocampista en la historia del club. También es el centrocampista con mayor cantidad de goles anotados en la Premier League, con 140 anotaciones, y el segundo con mayor cantidad de asistencias en la liga, con 87. Lampard también promedia 1400 pases completos y 10 o más asistencias por temporada. En 2005, fue galardonado con el Premio PFA al Jugador Elegido por la Afición y con el Premio FWA al Jugador del Año, así como de haber sido elegido segundo mejor Jugador Mundial de la FIFA y haber sido galardonado con el Balón de Plata. El 23 de diciembre de 2009, Lampard fue elegido el Jugador de la Década en la Premier League de acuerdo a sus estadísticas.
Lampard fue llamado por primera vez a la Selección de Inglaterra en 1999, con la que ha disputado la Eurocopa 2004 (donde anotó 3 goles en 4 encuentros), partidos clasificatorios para la Copa Mundial de 2006 (donde fue el goleador de la selección con 5 anotaciones), la Copa Mundial de Fútbol de 2006 y encuentros clasificatorios para la Eurocopa 2008, a la que la selección inglesa no se clasificó. Durante la clasificación para la Copa Mundial de 2010, anotó 4 goles, contribuyendo a que su selección clasificara a la justa mundialista. Lampard ha disputado un total de 90 encuentros con la selección inglesa, y ha marcado un total de 23 goles.
En junio del 2014, después de 13 años de jugar en el Chelsea FC, Lampard ficha por el Manchester City.

## Trayectoria

### Como jugador

#### West Ham United
Lampard se unió al West Ham United cuando su padre era el asistente del entrenador, entrando como aprendiz en el equipo juvenil en 1994 y firmando un contrato profesional al año siguiente. Fue cedido en préstamo al Swansea City en octubre de 1995, debutando en la victoria de su equipo por 2-0 sobre el Bradford City y anotando su primer gol con este equipo en un encuentro contra el Brighton & Hove Albion. Lampard disputó 9 encuentros con el Swansea City antes de regresar al West Ham United en enero de 1996, debutando con este equipo en un encuentro ante el Coventry City al final de ese mismo mes. Sin embargo, pasó el resto de la temporada en el equipo de reservas.
Al año siguiente, Lampard sufrió una fractura en su pierna durante un encuentro contra el Aston Villa que puso fin prematuramente a su participación en la temporada 1996-97, donde acumuló 13 apariciones. El jugador tuvo que esperar hasta la temporada 1997-98 para anotar su primer gol con el West Ham en un encuentro contra el Barnsley F. C. Lampard se convirtió en titular del equipo en la temporada 1998-99, apareciendo en todos los encuentros y ayudando a que su equipo culminara en la quinta posición en aquella temporada de la Premier League, con lo que se clasificó para la Copa Intertoto. En la temporada 1999-00 Lampard terminó como el tercer máximo goleador del equipo con un total de 14 goles. En esta misma temporada anotó sus primeros goles en competición europea, concretamente en la Copa Intertoto y la Copa de la UEFA. Después de que su compañero de equipo Rio Ferdinand fuera traspasado al Leeds United en 2001, y de que su padre y su tío, Harry Redknapp, salieran del equipo, Lampard abandonó el West Ham United para irse al Chelsea por 11 millones de libras esterlinas.

#### Chelsea

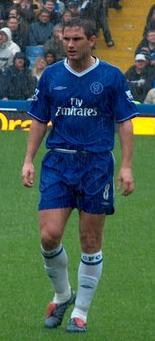
Lampard en 2004.

El debut de Lampard con el Chelsea F. C. en la Premier League tuvo lugar el 19 de agosto de 2001 en el empate a 1-1 entre el Chelsea y el Newcastle United. Su primera tarjeta roja la recibió en un encuentro contra el Tottenham Hotspur el 16 de septiembre de ese mismo año. Lampard anotó un total de 7 goles durante su primera temporada en el Chelsea. En la temporada 2001-02, disputó todos los encuentros con el Chelsea y anotó 8 goles. En la temporada siguiente, 2002-03, anotó el gol que le daría la victoria al Chelsea sobre el Charlton Athletic en el primer encuentro de la temporada
En la temporada 2003-04, anotó 0 goles en la Premier League por primera vez en su carrera, además de 4 goles en 14 encuentros de la Liga de Campeones de la UEFA, llegando hasta las semifinales de dicha competición, donde se enfrentaron al A. S. Monaco, ante el cual Lampard anotó en el partido de vuelta, aunque no fue suficiente ya que el Monaco se clasificó a la siguiente ronda con un marcador global de 5-3. Lampard disputó los 38 encuentros de la liga en la temporada 2004-05 por tercera vez consecutiva. Acumuló 13 anotaciones en la Premier League y 19 en todas las competiciones en las que participó, siendo además el jugador con más asistencias de gol de la temporada, con 16. Consiguió un gol de 25 metros ante el Crystal Palace, en donde el Chelsea se impuso por 2-1. También anotó un doblete en la victoria 2-0 sobre el Bolton Wanderers, que significaría el título de la Premier League. Ganó el primer título importante de su carrera cuando el Chelsea se erigió como campeón de la Premier League 50 años después su último título en esta competición, con una diferencia de 12 puntos sobre el equipo que se clasificó en segundo lugar. Al final de la temporada, Lampard fue elegido como el Jugador Barclays de la Temporada. En los cuartos de final de la Liga de Campeones de la UEFA, anotó 3 goles en los dos partidos de la serie ante el Bayern Múnich, clasificando a su equipo a las semifinales con un marcador global de 5-3; su segundo gol en el partido de ida fue elegido como el mejor de la serie, después de controlar un pase cruzado de Claude Makélélé con el pie derecho, se giró y con su pie izquierdo envió el balón al segundo palo con una media volea; y aunque fueron eliminados en las simifinales por el Liverpool F. C., el Chelsea logró consagrarse campeón de la Football League Cup precisamente frente al mismo equipo, donde marcaría 2 goles en 6 encuentros, incluyendo un gol ante el Manchester United en las semifinales, donde el Chelsea se impuso 2-1. En 2005, consiguió su primer galardón individual al ser ganador del Premio FWA al Jugador del Año. Además, Johan Cruyff se refirió a él como "el mejor centrocampista de Europa".
Lampard anotó sus primeros 16 goles en la Premier League durante la temporada 2005-06. En septiembre de 2005, fue incluido por primera vez en el Equipo del año FIFpro. En esta temporada obtuvo el récord de más apariciones consecutivas en la liga, al acumular 164 apariciones —5 más que el anterior poseedor del récord David James—, el cual terminó el 28 de diciembre de 2005, cuando se ausentó del encuentro entre el Chelsea y el Manchester City debido a una enfermedad. La racha comenzó el 13 de octubre de 2001, en su primera temporada con el club, aunque posteriormente fue superada. En 2005, fue elegido segundo mejor Jugador Mundial de la FIFA y fue galardonado con el Balón de Plata, siendo superado en ambas distinciones por Ronaldinho. Anotó un doblete ante el Blackburn Rovers en la victoria del Chelsea por 4-1, incluyendo un tiro libre de 25 metros. Después del partido, José Mourinho se refirió a él como el "mejor jugador del mundo". Chelsea consiguió su segundo título de Premier League, en donde Lampard fue el goleador del Chelsea con 16 anotaciones. En la fase de grupos de la Liga de Campeones, anotó un gol de tiro libre ante el RSC Anderlecht. Chelsea se clasificó a los octavos, donde fueron eliminados por el F. C. Barcelona.

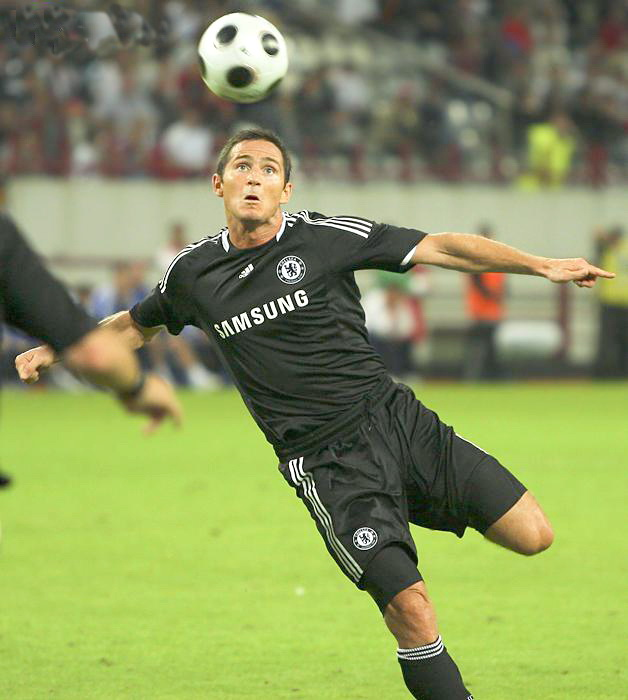
Lampard en 2008.

Debido a una lesión de espalda del capitán del equipo John Terry, Lampard ocupó el puesto de capitán del equipo durante gran parte de la temporada 2006-07. En esa temporada, disfrutó de una racha de 7 goles en 8 encuentros y anotó su gol #77 con el Chelsea en la victoria de su equipo 3-2 sobre el Everton F. C., el 17 de diciembre de 2006, superando a Dennis Wise como el centrocampista que había anotado más goles con el Chelsea. En la fase de grupos de la Liga de Campeones, anotó un gol desde un ángulo muy apretado ante el Barcelona en el Camp Nou, aunque el partido terminó en un empate a 2-2. Acumuló 21 tantos en toda la temporada y logró superar un récord personal, al anotar 6 goles en la FA Cup en una misma temporada —había anotado 5 goles en sus primeras cinco temporadas con el Chelsea—. Anotó su primer triplete con el Chelsea el 6 de enero de 2007 en un encuentro de FA Cup frente al Macclesfield Town. Anotó 2 goles en los cuartos de final de la FA Cup contra el Tottenham Hotspur que ayudaron a que su equipo se clasificara para las semifinales gracias a un marcador global de 3-1. Lampard fue elegido el Mejor Jugador de la Ronda. Después jugar la final de la FA Cup, donde el Chelsea se proclamó campeón al derrotar al Manchester United por 1-0, Lampard declaró en una entrevista que quería quedarse en el club "para siempre".
La temporada 2007-08 estuvo plagada de lesiones para Lampard. De 38 encuentros de Premier League posibles, solamente disputó 24, siendo la temporada con menos apariciones suyas en la liga desde la temporada 1996-97, en la cual solamente disputó 13 encuentros con el West Ham United. El 16 de febrero de 2008, con la victoria 3-1 sobre el Huddersfield Town en la quinta ronda de la FA Cup, se convirtió en el octavo futbolista en marcar 100 goles con el Chelsea. Después del final del partido, Lampard se quitó la camiseta, mostrando a los aficionados del Chelsea otra en la cual se leía: "They Are All For You!, Thanks!" (inglés: ¡Todo esto es por ustedes! ¡Gracias!). Lampard también anotó 4 goles el 12 de marzo de 2008 en la victoria del Chelsea 6-1 sobre el Derby County. El 30 de abril de 2008, de luto por la muerte de su madre, decidió disputar el encuentro de vuelta de las semifinales de la Liga de Campeones frente al Liverpool, durante el cual anotó un gol de penal en el primer tiempo. Al final el Chelsea logró clasificarse para la final gracias a un marcador global de 4-3. En la final contra el Manchester United, anotó el gol del empate al minuto 45. Sin embargo, el encuentro se prolongó hasta la tanda de penales, en donde el Manchester United saldría como campeón. Más tarde, Lampard fue elegido el Mejor Centrocampista de la UEFA.
Lampard volvería a alcanzar su segunda final de la Liga de Campeones en el famoso estadio Allianz Arena esta ocasión como capitán del Chelsea se alzaría con el título luego de un apretado encuentro contra el Bayern de Múnich luego de que el equipo alemán se adelantara en el marcador con gol de Thomas Müller a falta de 8 minutos para el final del encuentro, posteriormente Didier Drogba al minuto 88' empataría el partido que se decidió también en la tanda de penales con un marcador favorable para el equipo Londinense con un marcador de 4 penales a 3. Lampard anotó el penal número 3 para el Chelsea en esa Final, así adjudicandose para Frank Lampard su primer título internacional para el jugador inglés. El siguiente año Lampard volvería a proclamarse campeón continental en esta ocasión en el torneo de la UEFA Eupora League también como capitán del conjunto londisense luego de superar por el marcador de 2 a 1 al club Portugués Sport Lisboa e Benfica en una final que se decidió con un gol de último minuto del defensa Branislav Ivanović en el estadio Ámsterdam Arena de los Países Bajos. Así Lampard alzaba en años consecutivos los dos torneos más importantes de Europa.

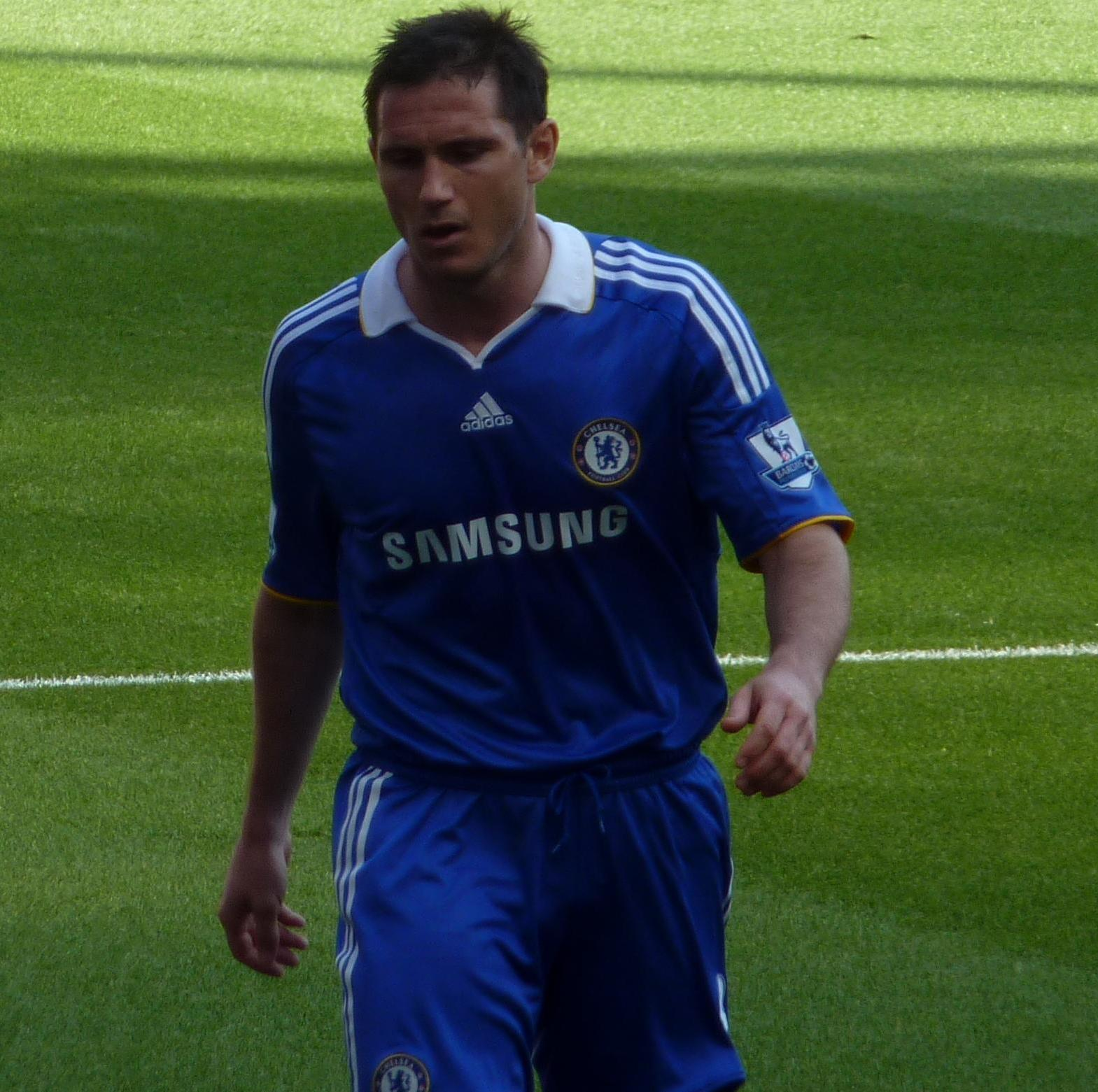
Lampard durante un encuentro ante el Arsenal F. C. en 2009.

El 13 de agosto de 2008, Lampard renovó su contrato con el Chelsea hasta el 2013, con un salario de £39.2 millones anuales, siendo el futbolista mejor pagado de la Premier League hasta el momento. Comenzó la temporada 2008-09 anotando 5 goles en sus 11 primeros encuentros de liga. También anotó su centésimo gol en la Premier League en la victoria del Chelsea 5-0 sobre el Sunderland AFC el 2 de noviembre de 2008 (18 de los 100 goles anotados fueron penales). Durante esa temporada, anotó un gol con un efecto globeado ante el Hull City; Lampard hizo un disparo globeado de 20 metros que se desvió y engañó al guardameta. Después del partido, Luiz Felipe Scolari dijo: "Fue el mejor gol que he visto, mi voto para el Jugador Mundial del Año irá a él, sólo un jugador con su inteligencia podría haber hecho eso". Después de una racha de encuentros sin anotar, Lampard marcó 3 goles en un lapso de 2 días. El primero fue contra el West Bromwich Albion y el segundo contra el Fulham F. C. El 17 de enero de 2009, Lampard disputó su encuentro número 400 con el Chelsea en contra de Stoke City, anotando el gol que le dio la victoria por 2-1. Ante el Wigan Athletic, anotó un gol en tiempo agregado que significaría la victoria del Chelsea por 2-1. En la cuarta ronda de la FA Cup, anotó un gol de tiro libre de 35 metros ante el Ipswich Town. También marcó 2 goles al Liverpool en el encuentro de vuelta de cuartos de final de la Liga de Campeones de la UEFA, ayudando a que su equipo lograra el pase a las semifinales por marcador global de 7-5, y también proporcionó 2 asistencias a gol en el siguiente encuentro contra el Arsenal F. C. Anotó 12 goles en la Premier League con el Chelsea, y 20 goles en todas las competiciones. El gol #20 de la temporada fue en la final de la FA Cup frente al Everton, donde el Chelsea se llevó la victoria por 2-1. Esta fue la cuarta temporada consecutiva en la que Lampard anotó 20 goles o más. Más tarde, fue elegido por la afición como el Mejor Jugador del Chelsea por tercera vez en su carrera. Finalizada la temporada, el entrenador del Manchester United, Alex Ferguson, elogió a Lampard, diciendo: "Es un jugador excepcional. Una pieza clave para su equipo. Cada vez que juega, viaja de área a área sin problema y es muy difícil que se pierda un partido. Si uno observa los jugadores que convierten desde el centro del campo, se da cuenta de su nivel. Promedia 20 goles por año. No hay dudas, Frank Lampard es un futbolista excepcional para cualquier equipo".

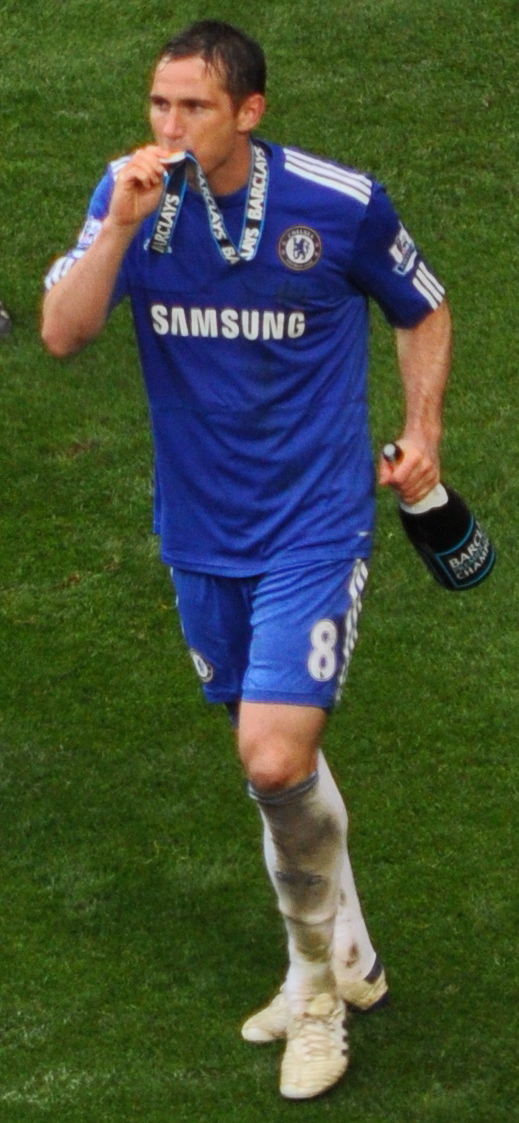
Lampard celebrando la obtención de la Premier League en 2010.

El 9 de agosto de 2009 el Chelsea disputó la Community Shield en contra del Manchester United, donde Lampard anotó el gol que puso momentáneamente arriba al Chelsea por 2-1. Sin embargo, el encuentro terminó en un empate a 2 goles y se prolongó hasta la tanda de penales, donde el Chelsea se impuso por 4-1, ganando la cuarta Community Shield de su historia. El 18 de agosto de 2009, anotó un gol de penal en la victoria del Chelsea por 3-1 sobre el Sunderland, llegando a un total de 132 goles anotados con el Chelsea, alcanzando a Jimmy Greaves como el quinto máximo goleador del equipo, pero no fue sino hasta el 21 de octubre de 2009 cuando logró superar a Greaves, después de que anotó su gol #133 en la victoria del Chelsea por 4-0 sobre el Atlético de Madrid en la Liga de Campeones.
Lampard había luchado por alcanzar la misma cantidad de goles en una temporada que en años anteriores, teniendo un período de sequía en la liga. Sin embargo, su mala racha desapareció al haber anotado 2 goles en la victoria por 5-0 sobre el Blackburn Rovers el 24 de octubre de 2009. Seis días después de aquella victoria, Lampard fue nominado a Jugador Mundial de la FIFA por sexta vez consecutiva en su carrera. El 27 de febrero de 2010, Lampard anotó otro doblete ante el Manchester City, a pesar de que el Chelsea fue derrotado por 4-2 en Stamford Bridge. Un mes después, Lampard anotó 4 goles por segunda vez en su carrera, en la victoria de su equipo por 7-1 sobre el Aston Villa, llegando nuevamente a 20 goles en una temporada por quinta vez consecutiva. También llegó a 151 goles con el Chelsea, incluyendo 100 en la Premier League, superando a Peter Osgood como el tercer máximo goleador en la historia del Chelsea.
El 25 de abril de 2010, Lampard anotó nuevamente un doblete en la victoria por 7-0 sobre el Stoke City, llegando a 20 goles en la liga y a 25 goles en total, siendo la primera vez que Lampard anota más de 21 goles en una temporada. El 9 de mayo de 2010, en el último partido de la temporada 2009-10, Lampard anotó su gol #27 de la campaña en la victoria del Chelsea por 8-0 sobre el Wigan Athletic, ganando su tercer título de liga en su carrera. El 15 de mayo de 2010, Lampard obtuvo su tercer título de FA Cup en su carrera, luego de que el Chelsea derrotó al Portsmouth FC por 1-0 en la final, en donde falló un penal al minuto 87 que hubiera sido el 2-0 definitivo.

#### Salida del Chelsea
Se había rumoreado desde el fin de la temporada 2013-2014 de la Barclays Premier League que Lampard no renovaría su contrato con Chelsea porque lo dejaron ir, que tanto Frank como el club, querían mantener un vínculo y seguían en negociaciones para una extensión de su contrato. Algunos medios de comunicación afirmaban que Lampard había declarado un gran interés de permanecer en Stamford Bridge, pero que estaba concentrado en la Copa Mundial de Fútbol de 2014, así que negociaría con el club hasta después de representar a Inglaterra en dicha competición. También afirmaron otros medios que Lampard dejaría Chelsea y tendría un acuerdo con New York City FC de la Major League Soccer y se uniría al club al fin de la temporada. Todos los rumores acabaron cuando el 2 de junio del 2014, Lampard anunció su salida del Chelsea con una carta de agradecimiento al club y a los fanes. Según la prensa las negociaciones no prosperaron. La directiva del club tiene una política que todo jugador mayor de 30 años solo recibe un año de extensión de contrato con una reducción de salario, y Lampard al tener 35 años no estaba contento con esto, ya que pedía una extensión de 2 años de contrato para poder finalizar su carrera como jugador en Londres. A esto hay que agregarle que anteriormente ya se le había reducido el salario y no estaba dispuesto a otra rebaja, que se dice era bastante considerable. El mismo día del anuncio de su salida del club londinense, varios medios aseguraron que el New York City FC llegó a un acuerdo con Lampard para jugar en el equipo estadounidense, siendo la segunda gran contratación del club para la temporada 2014/15 junto con el exdelantero del Atlético de Madrid, David Villa. El 24 de julio del 2014 se oficializó el fichaje. Su fichaje con el cuadro neoyorquino no estuvo exento de polémica, dado que se comprobó que Lampard en ningún momento firmó contrato con ellos, lo que fue considerado por hinchas del equipo de la MLS como un tipo de fraude. El jugador se defendió de las acusaciones, aunque finalmente se demostró su veracidad, dado que el contrato con el City neoyorquino fue firmado recién a principios de enero de 2015.

#### Manchester City

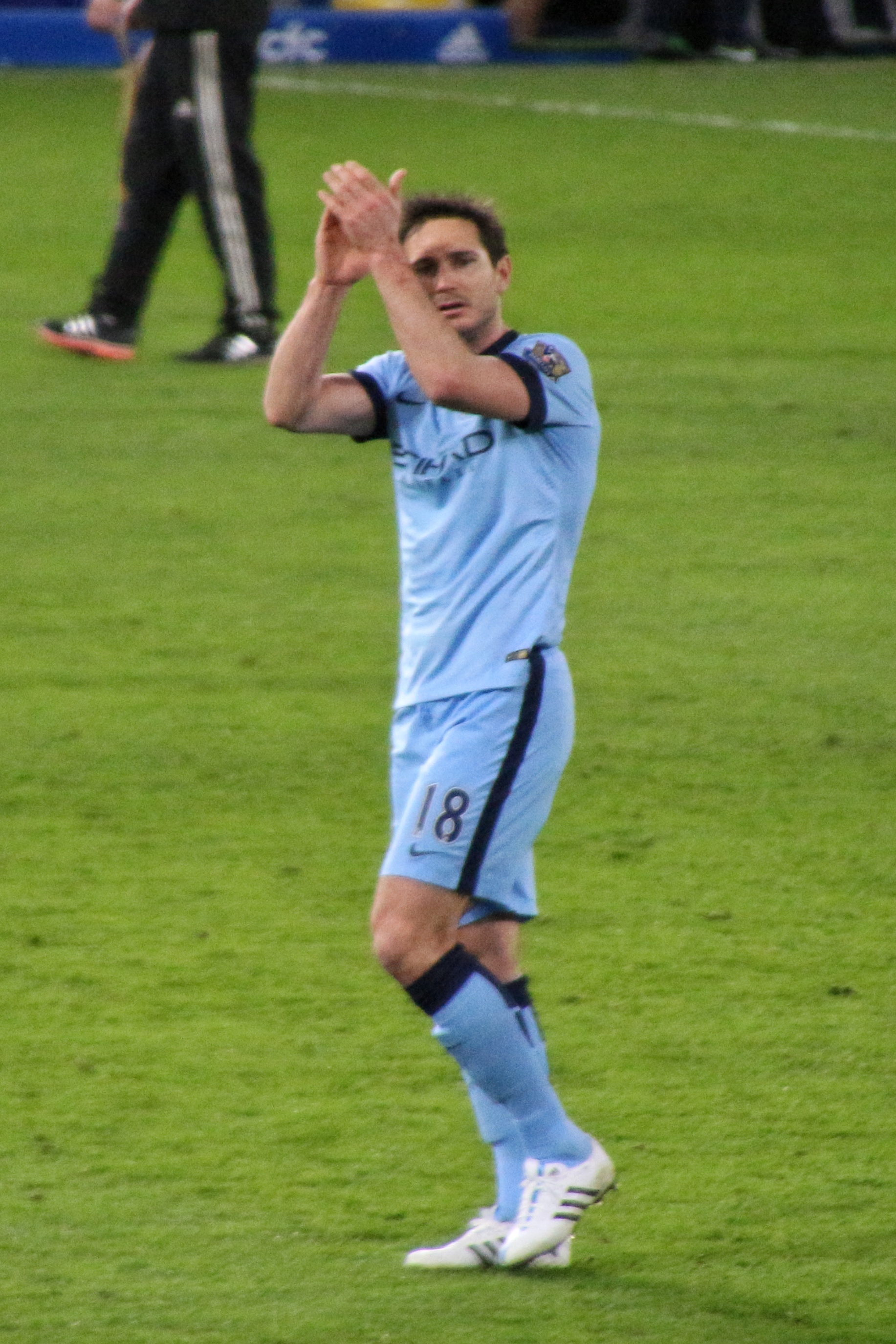
Lampard en 2015 en el Stamford Bridge con el Manchester City.

Lampard fue cedido al Manchester City hasta enero de 2015, cuando comenzaría la temporada de la liga estadounidense. Lampard hizo su debut con el City el 13 de septiembre en un 2-2 ante Arsenal; recibió una tarjeta amarilla y fue sustituido en el descanso por Samir Nasri. Anotó su primer gol con el City, ni más ni menos, que contra el Chelsea, en un encuentro disputado el 21 de septiembre de 2014, entró al campo al minuto 77 cuando su equipo ya perdía 1-0, siendo ovacionado por ambas aficiones, y al 84 puso tablas en el partido, Lampard no celebró el gol. Finalizado el encuentro, volvió a ser ovacionado por los aficionados del Chelsea.
En el primer partido de la Copa de la Liga de Lampard tres días más tarde, marcó en el 7-0 en casa por la tercera ronda. El 27 de septiembre, Lampard ingresó a los 71 minutos, solo para conseguir otro tanto para que sea cuatro goles en cuatro partidos y en su cuarta esa semana.
Hizo su primera aparición en la Liga de Campeones el 30 de septiembre en el empate 1-1 del Manchester City contra la AS Roma. El 1 de enero de 2015, el día después de extender su estancia con el club, Lampard anotó el gol del City en un encuentro de la Premier League ante el Sunderland. El 14 de marzo de 2015, Lampard hizo su aparición número 600 de la Premier League, convirtiéndose en el segundo jugador en hacerlo después de Ryan Giggs, de entrar como sustituto en la derrota 1-0 del City contra el Burnley.
El 24 de mayo, Lampard fue capitán del Manchester City en su último partido de la temporada y el último de su cesión con el club. Él anotó su 177.º gol de la Premier League para dar la victoria de 2-0 sobre Southampton en el City of Manchester Stadium y fue sustituido por Jesús Navas en el minuto 77.

#### New York City
El 10 de enero de 2015, Lampard firmó un precontrato para jugar en el New York City FC de la MLS a partir del 1 de julio. Una lesión retrasó su debut hasta el 1 de agosto, cuando entró como suplente en el minuto 69 por Andrew Jacobson en una derrota por 3-2 ante el Montreal Impact en el Yankee Stadium. En julio, Lampard fue uno de los 22 jugadores incluidos en la lista del Juego de Estrellas de la MLS 2015. El 16 de septiembre, marcó su primer gol en la MLS cuando su equipo venció al Toronto por 2-0 para poner fin a una racha de tres derrotas consecutivas. Once días después, Lampard anotó el primer gol en la victoria por 2-1 sobre el Vancouver Whitecaps en el minuto 29 de juego; Más tarde también recibió una falta en el área en el último minuto del tiempo de descuento, lo que permitió a David Villa convertir el gol de la victoria del penal resultante. El 2 de octubre, anotó el gol más rápido de la historia de la ciudad de Nueva York en la historia de la MLS en la derrota por 2-1 ante el D.C. United. El equipo terminó su primera temporada fuera de los Playoffs de la MLS Cup, lo que generó críticas de algunos en los medios, que esperaban más del trío de jugadores designados del club compuesto por los ex campeones de la Champions League Lampard, David Villa y Andrea Pirlo.
Habiéndose perdido el comienzo de la temporada por una lesión en la pantorrilla, Lampard hizo su primera aparición el 22 de mayo de 2016 en el Derbi de Nueva York, jugando los últimos 15 minutos. Su equipo cayó por 7-0, mientras que Lampard fue abucheado por los propios fanáticos de su equipo. Sin embargo, luego anotó en su primera encuentro como titular de la temporada contra el Philadelphia Union el 18 de junio y fue aclamado por los fanáticos del New York una vez más. En su segunda titularidad, logró marcar goles consecutivos contra el Seattle Sounders el 20 de junio.
El 31 de julio de 2016, Lampard se convirtió en el primer jugador de la ciudad de Nueva York en anotar un triplete, logrando esta hazaña en la victoria por 5-1 sobre Colorado Rapids. Lampard terminó su segunda temporada en la MLS con el club con 13 goles y 3 asistencias en 19 apariciones, mientras que el New York City terminó en segundo lugar en la Conferencia Este y se clasificó para los playoffs de la MLS para la primera vez en la historia, asegurando un lugar en las semifinales de la Conferencia Este. Participó en los dos partidos de la semifinal de la Conferencia contra Toronto, aunque su equipo resultaría eliminado de los Playoffs por 7-0 en el global. El 14 de noviembre de 2016, New York City FC anunció que Lampard se iría tan pronto como expirara su contrato.
Lampard anunció su retiro el 2 de febrero de 2017 después de rechazar varias ofertas y dijo que buscaría obtener sus calificaciones de entrenador después de retirarse.

### Como entrenador

#### Derby County
El 31 de mayo de 2018, Lampard fue nombrado entrenador del Derby County con un contrato de tres años. Su primer partido en el cargo, el 3 de agosto, resultó en una victoria a domicilio por 2-1 para el Derby en Reading, con Tom Lawrence anotando un gol de la victoria en el último minuto. Su primera derrota como entrenador llegó el 11 de agosto en una derrota por 4-1 contra el Leeds United, en su segundo partido al mando.
Después de una derrota por 2-0 en el partido de vuelta contra el Leeds United en Elland Road el 11 de enero de 2019 para aumentar la ventaja de Leeds en la parte superior del Championship, Lampard criticó al entrenador de Leeds. Marcelo Bielsa, ya que en la preparación previa al partido, Bielsa admitió que había enviado un espía al campo de entrenamiento del Derby, luego de que surgieran informes en la prensa de que un hombre fue visto el día anterior fuera del campo de entrenamiento del Derby.
En su primera temporada a cargo del Derby, Lampard guio al club a los playoffs del Championship después haber finalizado en la sexta ubicación en la temporada regular. En las semifinales de los play-offs, Derby anuló una derrota en casa por 0-1 para ganar 4-2 a domicilio contra Leeds United, imponerse 4-3 en el global y avanzar a la final ante Aston Villa. Derby perdió la final de los play-offs ante Aston Villa por 2-1.
Al finalizar la temporada, Lampard estuvo fuertemente vinculado con el puesto vacante de gerente en el antiguo club Chelsea. El 25 de junio de 2019, Derby le concedió permiso a Lampard para mantener conversaciones con los directivos del Chelsea sobre dicho puesto.

#### Chelsea

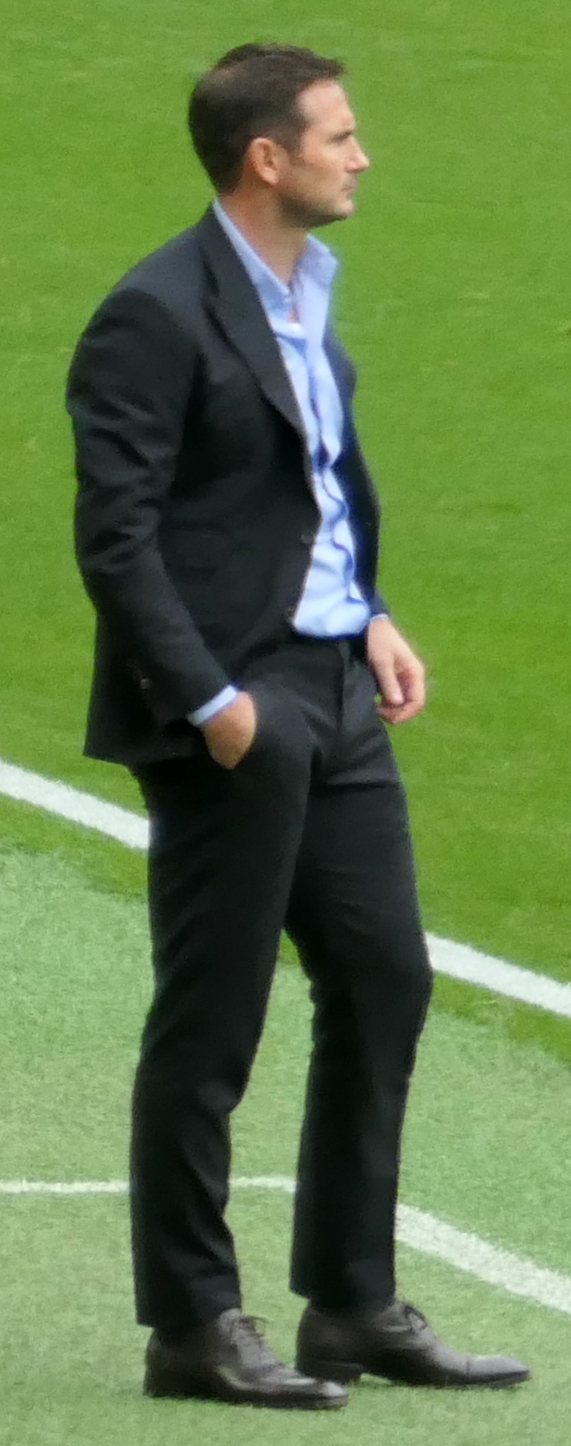
Lampard dirigiendo al Chelsea en 2019

El 4 de julio de 2019, Lampard fue nombrado nuevo entrenador de su antiguo club Chelsea con un contrato de tres años, lo que lo convierte en el primer técnico inglés en dirigir al equipo en más de dos décadas. En el primer partido competitivo de Lampard con el Chelsea, el club perdió 4-0 ante el Manchester United en el día inaugural de la Premier League 2019-20. Fue la mayor derrota para un técnico del Chelsea en su primer partido desde que el equipo de Danny Blanchflower fuese derrotado 7-2 por el Middlesbrough en diciembre de 1978. En el segundo partido oficial de Lampard, perdió ante el Liverpool por penales en la Supercopa de la UEFA de 2019.
El 24 de agosto de 2019, Lampard obtuvo su primera victoria en la Premier League como entrenador del Chelsea, superando al Norwich City por 3-2 como visitante. El 25 de septiembre, Chelsea obtuvo su primera victoria en casa con Lampard, venciendo al equipo de la League Two Grimsby Town por 7-1 en la EFL Cup. El equipo de Lampard para la jornada contra Grimsby contó con diez graduados de la Academia, incluidos Reece James y Billy Gilmour, haciendo su debut en el primer equipo. Lampard finalmente llevó al Chelsea al cuarto lugar en la Premier League y a la final de la FA Cup, donde perdieron ante el Arsenal.
En la temporada siguiente, Chelsea hizo cinco adquisiciones importantes en la ventana de transferencia de verano en Hakim Ziyech, Timo Werner, Ben Chilwell, Kai Havertz y Édouard Mendy. Chelsea comenzó con fuerza inicialmente, encabezando su grupo de la Champions League y la Premier League a principios de diciembre. Sin embargo, después de una racha de dos victorias en ocho partidos de la Premier League, Chelsea cayó al noveno lugar y Lampard fue despedido como entrenador el 25 de enero de 2021. Permaneció en la nómina de Chelsea para cumplir su contrato, "embolsándose £75,000" por semana en compensación.
Se informó que la partida de Lampard también estuvo influenciada por desacuerdos con la política de transferencia del club; Se dice que Lampard solicitó las adquisiciones de Pierre-Emerick Aubameyang, Declan Rice y James Tarkowski, y estos movimientos fueron bloqueados por la codirectora de Chelsea Marina Granovskaia. Según los informes, Lampard también se peleó o tuvo una comunicación limitada con algunos jugadores, lo que provocó que el excompañero de equipo y asesor del club Petr Čech tuviera que actuar como intermediario.

#### Everton
Después de haber estado sin trabajo durante un año, Lampard fue nombrado entrenador del club Everton de la Premier League el 31 de enero de 2022, tras la destitución de Rafael Benítez debido a malos resultados. En el momento de su nombramiento, el club se ubicaba en el puesto N°16, cuatro puntos por encima de la zona de descenso. Con un juego restante en la temporada 2021-22, el 19 de mayo, Lampard guio al Everton a la permanencia en la Premier League manteniendo su estado de máxima categoría durante 68 años. Después de haber estado 2-0 abajo en el medio tiempo ante el Crystal Palace, Lampard introdujo a Dele Alli y jugó una formación más ofensiva que resultó en una victoria por 3-2 para el equipo de Merseyside.
La temporada siguiente, el club volvió a caer en una batalla por el descenso, con una racha de solo 1 victoria en 11 partidos, dejando al club en el puesto N°19 de la Premier en enero. El dueño del Everton Farhad Moshiri en una entrevista con Talksport sugirió que la posición de Lampard en el club permanecía segura a pesar de esta racha de forma. Sin embargo, Lampard fue despedido unos días después, el 23 de enero de 2023, a 8 días de cumplir un año como entrenador de los Toffees, luego de una derrota por 2-0 ante West Ham.

#### Regreso al Chelsea
El 6 de abril de 2023, Lampard fue reelegido entrenador del Chelsea hasta el final de la temporada 2022-23, tras el despido de Graham Potter.La forma del equipo cayó después de que asumiera el control y logró su primer final en la última mitad desde 1996 y una cifra récord de puntos y goles marcados en la era de la Premier League.En términos de porcentaje de victorias, también tuvo el peor récord (9%) entre todos los entrenadores del club que habían dirigido 3 o más partidos, logrando solo una victoria en sus 11 partidos a cargo.

#### Coventry City
El 28 de noviembre de 2024, asumió al frente del Coventry City y firmó un contrato hasta junio de 2026.

## Selección nacional

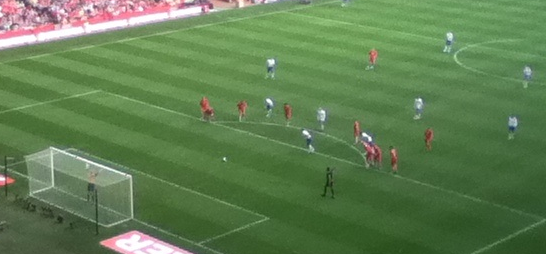
Lampard ejecutando un penal ante la durante un encuentro de clasificación para la Eurocopa 2012 el 26 de marzo de 2011.

Lampard fue descubierto por el exentrenador de la selección de Inglaterra sub-21 Peter Taylor, debutando con esta el 13 de noviembre de 1997 en un encuentro amistoso contra Grecia. Desde que debutara con la sub-21 en 1997 hasta su último encuentro disputado en el 2000, anotó 9 goles, siendo superado solo por Alan Shearer y Francis Jeffers, ambos con 13 anotaciones.
Lampard debutó con la selección absoluta el 10 de octubre de 1999 en la victoria de su equipo por 2-1 sobre Bélgica y anotó su primer gol el 20 de agosto de 2003 en el encuentro en el que su equipo se hizo con la victoria ante Croacia por 3-1. Sin embargo, no fue incluido en los equipos que disputaron la Eurocopa 2000 y la Copa Mundial de Fútbol de 2002, por lo que tuvo que esperar hasta la Eurocopa 2004 para debutar con la selección en una competición internacional. En aquella Eurocopa, Inglaterra alcanzó los cuartos de final para enfrentarse a Portugal, donde Lampard anotó en el empate a 2-2, siendo eliminados en la tanda de penaltis. Más tarde, Inglaterra fue nombrada Equipo del Torneo por la UEFA. Lampard anotó 3 goles en 4 partidos durante la competición. No se convirtió en titular habitual hasta el retiro de Paul Scholes de la selección, siendo elegido el Mejor Jugador de Inglaterra en el 2004 y 2005.
A pesar de que Lampard disputó todos los minutos con Inglaterra en la Copa Mundial de Fútbol de 2006, no anotó en ninguna ocasión. Fue abucheado por los aficionados ingleses cuando entró como sustituto en la segunda mitad del partido entre Inglaterra y Estonia el 13 de octubre de 2007, correspondiente a la clasificación para la Eurocopa 2008. Durante la clasificación, solamente anotó un gol en la derrota por 3-2 ante Croacia, que supuso la no clasificación de Inglaterra para la Eurocopa. Dos años después, anotó su primer gol después de una sequía de dos años, durante la victoria sobre Eslovaquia por 4-0, en marzo de 2009. En este encuentro también dio una asistencia de gol a Wayne Rooney. Ese fue el gol #500 de Inglaterra en el Estadio de Wembley. El 9 de septiembre de 2009, consiguió su primer doblete con el seleccionado inglés cuando derrotaron a Croacia por 5-1 en Londres, asegurando su clasificación para la Copa Mundial de Fútbol de 2010.
En un partido de la Copa Mundial de Fútbol de 2010 ante Alemania, Lampard anotó un gol que rebotó en el travesaño y rebasó la línea de gol que, si hubiera sido contado como válido, hubiera significado el 2-2 en ese momento. Sin embargo, el árbitro Jorge Larrionda decidió anular el gol, recordando el gol fantasma de Geoff Hurst ante Alemania en la final de la Copa Mundial de Fútbol de 1966 que le valió a Inglaterra la obtención del título. Al final, Inglaterra fue derrotada por 4-1, siendo eliminada de la competencia. Durante el torneo, Lampard alcanzó el récord de 37 tiros al arco sin anotar en una copa del mundo, más que algún otro jugador inglés desde 1966.
El 9 de febrero de 2011, Lampard disputó su primer encuentro como capitán de la selección ante Dinamarca, en donde su equipo se impuso por 2-1.
El 12 de mayo de 2014, Frank Lampard fue incluido por el entrenador Roy Hodgson en la lista final de 23 jugadores que representarán a Inglaterra en la Copa Mundial de Fútbol de 2014.

### Participaciones en Copas del Mundo
| Mundial                        | Sede      | Resultado        |
| ------------------------------ | --------- | ---------------- |
| Copa Mundial de Fútbol de 2006 | Alemania  | Cuartos de final |
| Copa Mundial de Fútbol de 2010 | Sudáfrica | Octavos de final |
| Copa Mundial de Fútbol de 2014 | Brasil    | Primera fase     |

### Participaciones en Eurocopas
| Eurocopa      | Sede              | Resultado        |
| ------------- | ----------------- | ---------------- |
| Eurocopa 2004 | Portugal          | Cuartos de final |
| Eurocopa 2012 | Polonia & Ucrania | Cuartos de final |

### Selección nacional
| #  | Fecha                    | Lugar                  | Oponente          | Gol | Resultado | Competición                                          |
| -- | ------------------------ | ---------------------- | ----------------- | --- | --------- | ---------------------------------------------------- |
| 27 | 6 de febrero de 2013     | Londres, Inglaterra    | Brasil            | 2-1 | 2-1       | Amistoso                                             |
| 26 | 11 de septiembre de 2012 | Londres, Inglaterra    | Ucrania           | 1-1 | 1-1       | Clasificación para la Copa Mundial de Fútbol de 2014 |
| 25 | 7 de septiembre de 2012  | Chisináu, Moldavia     | Moldavia          | 3–0 | 5-0       | Clasificación para la Copa Mundial de Fútbol de 2014 |
| 24 | 7 de septiembre de 2012  | Chisináu, Moldavia     | Moldavia          | 2–0 | 5-0       | Clasificación para la Copa Mundial de Fútbol de 2014 |
| 23 | 12 de noviembre de 2011  | Londres, Inglaterra    | España            | 1–0 | 1-0       | Amistoso                                             |
| 22 | 4 de junio de 2011       | Londres, Inglaterra    | Suiza             | 1–2 | 2–2       | Clasificación para la Eurocopa 2012                  |
| 21 | 26 de marzo de 2011      | Cardiff, Gales         | Gales             | 1–0 | 2–0       | Clasificación para la Eurocopa 2012                  |
| 20 | 9 de septiembre de 2009  | Londres, Reino Unido   | Croacia           | 3–0 | 5–1       | Clasificación para la Copa Mundial de Fútbol de 2010 |
| 19 | 9 de septiembre de 2009  | Londres, Reino Unido   | Croacia           | 1–0 | 5–1       | Clasificación para la Copa Mundial de Fútbol de 2010 |
| 18 | 5 de septiembre de 2009  | Londres, Reino Unido   | Eslovenia         | 1–0 | 2–1       | Amistoso                                             |
| 17 | 10 de junio de 2009      | Londres, Reino Unido   | Andorra           | 2–0 | 6–0       | Clasificación para la Copa Mundial de Fútbol de 2010 |
| 16 | 6 de junio de 2009       | Almatý, Kazajistán     | Kazajistán        | 4–0 | 4–0       | Clasificación para la Copa Mundial de Fútbol de 2010 |
| 15 | 28 de marzo de 2009      | Londres, Inglaterra    | Eslovaquia        | 3–0 | 4–0       | Amistoso                                             |
| 14 | 21 de noviembre de 2007  | Londres, Inglaterra    | Croacia           | 1–2 | 2–3       | Clasificación para la Eurocopa 2008                  |
| 13 | 23 de agosto de 2007     | Londres, Inglaterra    | Alemania          | 1–0 | 1–2       | Amistoso                                             |
| 12 | 16 de agosto de 2006     | Mánchester, Inglaterra | Grecia            | 2–0 | 4–0       | Amistoso                                             |
| 11 | 3 de junio de 2006       | Mánchester, Inglaterra | Jamaica           | 1–0 | 6–0       | Amistoso                                             |
| 10 | 12 de octubre de 2005    | Mánchester, Inglaterra | Polonia           | 2–1 | 2–1       | Clasificación para la Copa Mundial de Fútbol de 2006 |
| 9  | 9 de octubre de 2005     | Mánchester, Inglaterra | Austria           | 1–0 | 1–0       | Clasificación para la Copa Mundial de Fútbol de 2006 |
| 8  | 26 de marzo de 2005      | Mánchester, Inglaterra | Irlanda del Norte | 4–0 | 4-0       | Clasificación para la Copa Mundial de Fútbol de 2006 |
| 7  | 9 de octubre de 2004     | Mánchester, Inglaterra | Gales             | 1–0 | 2–0       | Clasificación para la Copa Mundial de Fútbol de 2006 |
| 6  | 4 de septiembre de 2004  | Viena, Austria         | Austria           | 1–0 | 2–2       | Clasificación para la Copa Mundial de Fútbol de 2006 |
| 5  | 24 de junio de 2004      | Lisboa, Portugal       | Portugal          | 2–2 | 2–2       | Eurocopa 2004                                        |
| 4  | 21 de junio de 2004      | Lisboa, Portugal       | Croacia           | 4–2 | 4–2       | Eurocopa 2004                                        |
| 3  | 13 de junio de 2004      | Lisboa, Portugal       | Francia           | 1–0 | 1–2       | Eurocopa 2004                                        |
| 2  | 5 de junio de 2004       | Mánchester, Inglaterra | Islandia          | 1–0 | 6–1       | Amistoso                                             |
| 1  | 20 de agosto de 2003     | Ipswich, Inglaterra    | Croacia           | 3–1 | 3–1       | Amistoso                                             |

## Estilo de juego implementado como entrenador
Frank Lampard se caracteriza por ser un entrenador que busca atacar el arco contrario, siendo un entrenador eminentemente ofensivo. A diferencia de los dos últimos equipos dirigidos por los italianos Antonio Conte y Maurizio Sarri, el equipo de Lampard destaca por ejercer un alto pressing al oponente, con Mount, Kanté y Kovacic como actores relevantes en la parte del mediocampo, constituyendo un 4-3-3 para ofrecerles una mayor libertad con Kanté fungiendo como mediocampista defensivo, dejándolo para las interceptaciones y las recuperaciones para crear un juego más explosivo y dinámico. Destaca igualmente la función que cumple el delantero de Lampard: a diferencia de Conte o Mourinho, cuyos delanteros retroceden para colaborar en la defensa, el "9" de Lampard se mantiene arriba para generar espacios en el mediocampo para avanzar atacando hacia el arco oponente, condiciéndose con las recuperaciones y la rapidez del juego de Lampard. De igual modo, Lampard ha demostrado ser un entrenador con una mentalidad de adaptación dependiendo de la intensidad del rival, como se vio en la victoria 2-1 del Chelsea ante el Manchester City o en la reciente victoria del Chelsea 3-0 ante el West Ham. Destaca de igual manera la función de la defensa: con las incorporaciones de Silva y Chilwell, el Chelsea no solo ha mejorado en su posicionamiento frente al ataque del rival, sino que también ha mejorado en el juego aéreo (con Zouma y Silva como cabeceadores manifiestos, supliendo la deficiencia de Abraham y de Werner en este particular) y en los avances de los laterales hacia el área opuesta. El rol de los laterales es tal vez el corazón del juego de Lampard: Chiwell y James, jugadores más rápidos y ofensivos que Azpilicueta, Alonso o Emerson, cumplen el rol de dar centros y pases largos (a diferencia de la preferencia de Sarri por los pases cortos) para lograr consumar el juego aeróbico del Chelsea que Lampard ha buscado implementar. Asimismo, el Chelsea de Lampard se ha destacado por el juego de posesión aunque sin perspectivas fundamentalistas como el Manchester City o el Leeds United, pudiendo Lampard hacer sacrificios para encuadrarse mejor con la oferta de juego del rival. Con las llegadas de Timo Werner y Hakim Ziyech, el Chelsea ha podido ser un equipo más directo y ofensivo, lo que le ha permitido en la actualidad adjudicarse el título de ser el segundo equipo más goleador de la vigente temporada con 29 goles anotados, por detrás del Liverpool. Destaca igualmente la cantidad de pases logrados exitosamente (con 8539 esta temporada, siendo Zouma el tercer más pasador con 980 pases) y las vallas invictas (esta temporada tiene 6, siendo el segundo mejor equipo al que menos le convierten goles, por detrás del Aston Villa), las que han podido materializarse gracias a la llegada de Edouard Mendy, arquero que goza de una mejor elasticidad y reflejos que Kepa Arrizabalaga. Igualmente, el mediocampista de Lampard es uno que busca atacar al oponente como se vio a Kovacic en el partido ante el Valencia la temporada 2019-20 de la UEFA Champions League.
Resalta la confianza de Lampard en los jugadores de divisiones inferiores del Chelsea. Los ejemplos de Fikayo Tomori, Anjorin, Lamptey, Abraham, Mount y James representan el exitoso derrotero de la cantera del club que se une a los casos de los veteranos ganadores que jugaron en este. Sin embargo, el mismo Lampard ha señalado su preferencia por el fichaje de jugadores que proyecten su estilo de juego en el campo de juego más que el fortalecimiento de la cantera del Chelsea. Sin perjuicio de lo anterior, esta confianza representa la implementación de un proyecto de refundación a largo plazo asumido por la dirigencia del club, el cual hubiese principiado con el veto impuesto por la UEFA al Chelsea el cual lo inhibió a contratar fichajes por un período de dos años.
En cuando a la alineación preferida, Lampard en la actualidad utiliza un 4-3-3 de contención, con Mount y Kovacic libres para presionar al rival y comunicarse con los delanteros, siendo Timo Werner pieza clave del equipo debido a su explosión en velocidad y su habilidad como asistidor y Kanté como interceptador del equipo (siendo para Lampard su jugador más importante, pues le permite perfeccionar el pressing y evitar ofensivas más directas de los oponentes). En los primeros partidos de la temporada 2020-21, Lampard hubo de preferir un 4-2-3-1 (al igual que Mourinho), con Havertz, Werner y Mount como volantes ofensivos y Kanté y Jorginho como pivoteadores, alineación que Lampard ha desistido usar por ser una rígida, sin permitir mayores libertades explosivas a Mount y limitando las habilidades de juego de Werner en la generación de juego. En ocasiones, el Chelsea ha llegado a formar con línea de tres, para enfrentar más directamente con sus laterales al rival por bandas (función que suelen cumplir James y Chilwell).

## Estadísticas

### Como jugador
| Club                         | Temporada     | Liga  | Liga  | FA Cup | FA Cup | League Cup | League Cup | Community Shield | Community Shield | Europa | Europa | Total | Total |
| Club                         | Temporada     | Part. | Goles | Part.  | Goles  | Part.      | Goles      | Part.            | Goles            | Part.  | Goles  | Part. | Goles |
| ---------------------------- | ------------- | ----- | ----- | ------ | ------ | ---------- | ---------- | ---------------- | ---------------- | ------ | ------ | ----- | ----- |
| Swansea City Gales           | 1995-96       | 9     | 1     | -      | -      | 2          | 0          | -                | -                | -      | -      | 11    | 1     |
| Swansea City Gales           | Total         | 9     | 1     | -      | -      | 2          | 0          | -                | -                | -      | -      | 11    | 1     |
| West Ham United Inglaterra   | 1995-96       | 2     | 0     | -      | -      | -          | -          | -                | -                | -      | -      | 2     | 0     |
| West Ham United Inglaterra   | 1996-97       | 13    | 0     | 1      | 0      | 2          | 0          | -                | -                | -      | -      | 16    | 0     |
| West Ham United Inglaterra   | 1997-98       | 31    | 5     | 6      | 1      | 5          | 4          | -                | -                | -      | -      | 42    | 10    |
| West Ham United Inglaterra   | 1998-99       | 38    | 5     | 1      | 0      | 2          | 1          | -                | -                | -      | -      | 41    | 6     |
| West Ham United Inglaterra   | 1999-00       | 34    | 7     | 1      | 0      | 4          | 3          | -                | -                | 10     | 4      | 49    | 14    |
| West Ham United Inglaterra   | 2000-01       | 30    | 7     | 4      | 1      | 3          | 1          | -                | -                | -      | -      | 37    | 9     |
| West Ham United Inglaterra   | Total         | 148   | 24    | 13     | 2      | 16         | 9          | -                | -                | 10     | 4      | 187   | 39    |
| Chelsea Inglaterra           | 2001-02       | 37    | 5     | 8      | 1      | 4          | 0          | -                | -                | 4      | 1      | 53    | 7     |
| Chelsea Inglaterra           | 2002-03       | 38    | 6     | 5      | 1      | 3          | 0          | -                | -                | 2      | 1      | 48    | 8     |
| Chelsea Inglaterra           | 2003-04       | 38    | 10    | 4      | 1      | 2          | 0          | -                | -                | 14     | 4      | 58    | 15    |
| Chelsea Inglaterra           | 2004-05       | 38    | 13    | 2      | 0      | 6          | 2          | -                | -                | 12     | 4      | 58    | 19    |
| Chelsea Inglaterra           | 2005-06       | 35    | 16    | 5      | 2      | 1          | 0          | 1                | 0                | 8      | 2      | 50    | 20    |
| Chelsea Inglaterra           | 2006-07       | 37    | 11    | 7      | 6      | 6          | 3          | 1                | 0                | 11     | 1      | 62    | 21    |
| Chelsea Inglaterra           | 2007-08       | 24    | 10    | 1      | 2      | 3          | 4          | 1                | 0                | 11     | 4      | 40    | 20    |
| Chelsea Inglaterra           | 2008-09       | 37    | 12    | 7      | 3      | 2          | 2          | -                | -                | 11     | 3      | 57    | 20    |
| Chelsea Inglaterra           | 2009-10       | 36    | 22    | 6      | 3      | 1          | 0          | 1                | 1                | 7      | 1      | 51    | 27    |
| Chelsea Inglaterra           | 2010-11       | 24    | 10    | 3      | 3      | 0          | 0          | 1                | 0                | 4      | 0      | 32    | 13    |
| Chelsea Inglaterra           | 2011-12       | 30    | 11    | 5      | 2      | 2          | 0          | -                | -                | 12     | 3      | 49    | 16    |
| Chelsea Inglaterra           | 2012-13       | 29    | 15    | 4      | 2      | 3          | 0          | 1                | 0                | 13     | 0      | 50    | 17    |
| Chelsea Inglaterra           | 2013-14       | 26    | 6     | 1      | 0      | 1          | 1          | 0                | 0                | 12     | 1      | 40    | 8     |
| Chelsea Inglaterra           | Total         | 429   | 147   | 58     | 26     | 34         | 12         | 6                | 1                | 121    | 25     | 648   | 211   |
| Manchester City Inglaterra   | 2014-15       | 32    | 6     | 2      | 0      | 1          | 2          | -                | -                | 3      | 0      | 38    | 8     |
| Manchester City Inglaterra   | Total         | 32    | 6     | 2      | 0      | 1          | 2          | -                | -                | 3      | 0      | 38    | 8     |
| New York City Estados Unidos | 2015          | 10    | 3     | -      | -      | -          | -          | -                | -                | -      | -      | 10    | 3     |
| New York City Estados Unidos | 2016          | 21    | 12    | -      | -      | -          | -          | -                | -                | -      | -      | 21    | 12    |
| New York City Estados Unidos | Total         | 31    | 15    | 0      | 0      | 0          | 0          | 0                | 0                | 0      | 0      | 31    | 15    |
| Total carrera                | Total carrera | 649   | 193   | 73     | 28     | 53         | 23         | 6                | 1                | 134    | 29     | 915   | 274   |
| 1. 2.                        |               |       |       |        |        |            |            |                  |                  |        |        |       |       |

#### Resumen estadístico
| Competición             | Partidos | Goles | Promedio |
| ----------------------- | -------- | ----- | -------- |
| Ligas                   | 648      | 190   | 0,29     |
| Copas nacionales        | 131      | 50    | 0,38     |
| Copas internacionales   | 134      | 29    | 0,21     |
| Selección de Inglaterra | 106      | 29    | 0,27     |
| Total                   | 1019     | 298   | 0,29     |

### Como entrenador
| Equipo                   | Div.                | Temporada           | Liga  | Liga | Liga | Liga | Liga |       | Copa | Copa | Copa | Copa  |   | Internacional | Internacional | Internacional | Internacional | Internacional |   | Otros | Otros | Otros | Otros |    | Totales     | Totales | Totales | Totales | Totales | Totales | Totales | Totales |
| Equipo                   | Div.                | Temporada           | Part. | G    | E    | P    | Pos. | Part. | G    | E    | P    | Part. | G | E             | P             | Pos.          | Part.         | G             | E | P     | Part. | G     | E     | P  | Rendimiento | GF      | GC      | Dif.    |         |         |         |         |
| ------------------------ | ------------------- | ------------------- | ----- | ---- | ---- | ---- | ---- | ----- | ---- | ---- | ---- | ----- | - | ------------- | ------------- | ------------- | ------------- | ------------- | - | ----- | ----- | ----- | ----- | -- | ----------- | ------- | ------- | ------- | ------- | ------- | ------- | ------- |
| Derby County Inglaterra  | 2.ª                 | 2018-19             | 46    | 20   | 14   | 12   | 6.º  | 8     | 3    | 3    | 2    | -     | - | -             | -             | -             | 3             | 1             | 0 | 2     | 57    | 24    | 17    | 16 | 52.05%      | 90      | 70      | +20     |         |         |         |         |
| Derby County Inglaterra  | Total               | Total               | 46    | 20   | 14   | 12   | -    | 8     | 3    | 3    | 2    | -     | - | -             | -             | -             | 3             | 1             | 0 | 2     | 57    | 24    | 17    | 16 | 52.05%      | 90      | 70      | +20     |         |         |         |         |
| Chelsea Inglaterra       | 1.ª                 | 2019-20             | 38    | 20   | 6    | 12   | 4.º  | 8     | 6    | 0    | 2    | 8     | 3 | 2             | 3             | 1/8           | 1             | 0             | 1 | 0     | 55    | 29    | 9     | 17 | 58.18%      | 102     | 79      | +23     |         |         |         |         |
| Chelsea Inglaterra       | 1.ª                 | 2020-21             | 19    | 8    | 5    | 6    | Inc. | 4     | 3    | 1    | 0    | 6     | 4 | 2             | 0             | Inc.          | -             | -             | - | -     | 29    | 15    | 8     | 6  | 60.92%      | 61      | 27      | +34     |         |         |         |         |
| Everton Inglaterra       | 1.ª                 | 2021-22             | 18    | 6    | 2    | 10   | 16.º | 3     | 2    | 0    | 1    | -     | - | -             | -             | -             | -             | -             | - | -     | 21    | 8     | 2     | 11 | 41.27%      | 25      | 36      | -11     |         |         |         |         |
| Everton Inglaterra       | 1.ª                 | 2022-23             | 20    | 3    | 6    | 11   | Inc. | 3     | 1    | 0    | 2    | -     | - | -             | -             | -             | -             | -             | - | -     | 23    | 4     | 6     | 13 | 26.09%      | 18      | 35      | -17     |         |         |         |         |
| Everton Inglaterra       | Total               | Total               | 38    | 9    | 8    | 21   | -    | 6     | 3    | 0    | 3    | -     | - | -             | -             | -             | -             | -             | - | -     | 44    | 12    | 8     | 24 | 33.33%      | 43      | 71      | -28     |         |         |         |         |
| Chelsea Inglaterra       | 1.ª                 | 2022-23             | 10    | 1    | 2    | 7    | 12.º | -     | -    | -    | -    | 2     | 0 | 0             | 2             | 1/4           | -             | -             | - | -     | 12    | 1     | 2     | 9  | 13.89%      | 9       | 24      | -15     |         |         |         |         |
| Chelsea Inglaterra       | Total               | Total               | 67    | 29   | 13   | 25   | -    | 12    | 9    | 1    | 2    | 16    | 7 | 4             | 5             | -             | 1             | 0             | 1 | 0     | 96    | 45    | 19    | 32 | 53.48%      | 172     | 130     | +42     |         |         |         |         |
| Coventry City Inglaterra | 2.ª                 | 2024-25             | 29    | 16   | 4    | 9    | 5.º  | 2     | 0    | 1    | 1    | -     | - | -             | -             | -             | 2             | 0             | 1 | 1     | 33    | 16    | 6     | 11 | 54.54%      | 46      | 41      | +5      |         |         |         |         |
| Coventry City Inglaterra | 2.ª                 | 2025-26             | 2     | 1    | 1    | 0    | -    | 1     | 1    | 0    | 0    | -     | - | -             | -             | -             | -             | -             | - | -     | 3     | 2     | 1     | 0  | 77.78%      | 6       | 3       | +3      |         |         |         |         |
| Coventry City Inglaterra | Total               | Total               | 31    | 17   | 5    | 9    | -    | 3     | 1    | 1    | 1    | -     | - | -             | -             | -             | 2             | 0             | 1 | 1     | 36    | 18    | 7     | 11 | 56.48%      | 52      | 44      | +8      |         |         |         |         |
| Total en su carrera      | Total en su carrera | Total en su carrera | 181   | 75   | 40   | 66   | -    | 29    | 16   | 5    | 8    | 16    | 7 | 4             | 5             | -             | 6             | 1             | 2 | 3     | 232   | 99    | 51    | 82 | 50%         | 357     | 315     | +42     |         |         |         |         |
| 1. 2. 3.                 |                     |                     |       |      |      |      |      |       |      |      |      |       |   |               |               |               |               |               |   |       |       |       |       |    |             |         |         |         |         |         |         |         |

#### Resumen por competiciones
| Competición                  | Partidos | Ganados | Empatados | Perdidos | %      | Resultado        |
| ---------------------------- | -------- | ------- | --------- | -------- | ------ | ---------------- |
| EFL Championship             | 82       | 38      | 20        | 24       | 54.47% | 5.º lugar        |
| Premier League               | 104      | 38      | 21        | 45       | 43.27% | 4.º lugar        |
| FA Cup                       | 18       | 10      | 3         | 5        | 61.12% | Subcampeón       |
| EFL Cup                      | 11       | 6       | 2         | 3        | 60.61% | Cuarta ronda     |
| Liga de Campeones de la UEFA | 16       | 7       | 4         | 5        | 52.08% | Cuartos de final |
| Supercopa de la UEFA         | 1        | 0       | 1         | 0        | 33.33% | Subcampeón       |
| Total                        | 232      | 99      | 51        | 82       | 50%    | Sin Títulos      |

## Palmarés

### Como jugador

#### Campeonatos nacionales
| Título           | Club       | País       | Año  |
| ---------------- | ---------- | ---------- | ---- |
| Premier League   | Chelsea FC | Inglaterra | 2005 |
| Copa de la Liga  | Chelsea FC | Inglaterra | 2005 |
| Community Shield | Chelsea FC | Inglaterra | 2005 |
| Premier League   | Chelsea FC | Inglaterra | 2006 |
| FA Cup           | Chelsea FC | Inglaterra | 2007 |
| Copa de la Liga  | Chelsea FC | Inglaterra | 2007 |
| FA Cup           | Chelsea FC | Inglaterra | 2009 |
| Community Shield | Chelsea FC | Inglaterra | 2009 |
| Premier League   | Chelsea FC | Inglaterra | 2010 |
| FA Cup           | Chelsea FC | Inglaterra | 2010 |
| FA Cup           | Chelsea FC | Inglaterra | 2012 |

#### Campeonatos internacionales
| Título            | Club        | Sede      | Año  |
| ----------------- | ----------- | --------- | ---- |
| Copa Intertoto    | West Ham FC | Londres   | 1999 |
| Liga de Campeones | Chelsea FC  | Múnich    | 2012 |
| Liga de Europa    | Chelsea FC  | Ámsterdam | 2013 |

#### Distinciones individuales
| Distinción                                                                    | Año  |
| ----------------------------------------------------------------------------- | ---- |
| Incluido en el Equipo del Año de la PFA                                       | 2004 |
| Mejor Jugador del Chelsea F. C.                                               | 2004 |
| Mejor Jugador de Inglaterra                                                   | 2004 |
| Balón de Plata                                                                | 2005 |
| Mejor Jugador de Inglaterra                                                   | 2005 |
| Mejor Jugador del Chelsea F. C.                                               | 2005 |
| Jugador Barclays de la Temporada 2004-05                                      | 2005 |
| Premio al Mérito Barclays de la Temporada 2004-05                             | 2005 |
| Incluido en el Equipo del año FIFpro                                          | 2005 |
| Ganador del Premio PFA al Jugador Elegido por la Afición                      | 2005 |
| Incluido en el Equipo del Año de la PFA                                       | 2005 |
| Ganador del Premio FWA al Jugador del Año                                     | 2005 |
| Incluido en el Equipo Ideal de la European Sports Magazines                   | 2005 |
| Jugador Barclays de la Temporada 2005-06                                      | 2006 |
| Incluido en el Equipo del Año de la PFA                                       | 2006 |
| Ganador del Premio FWA al Jugador del Año                                     | 2006 |
| Incluido en el Equipo Ideal de la European Sports Magazines                   | 2006 |
| Incluido en el Equipo del Año de la PFA                                       | 2007 |
| Mejor Centrocampista de la UEFA                                               | 2008 |
| Incluido en el Equipo del Año de la PFA                                       | 2008 |
| Reconocimiento Especial del Chelsea F. C. por haber alcanzado 100 anotaciones | 2008 |
| Mejor Jugador del Chelsea F. C.                                               | 2009 |
| Jugador de la Década en la Premier League                                     | 2009 |
| Premio al Tributo de la FWA                                                   | 2010 |
| Incluido en el Equipo Ideal de la European Sports Magazines                   | 2010 |
| Mejor Jugador del Final Liga Europa de la UEFA Elegido por la Afición         | 2013 |

## Récords
- Máximo anotador en la historia del Chelsea: (211 goles).
- Primer mediocampista en ser el máximo goleador de un equipo.
- Centrocampista con más goles en la historia de la Premier League.

## Vida privada
Nacido en Londres, Lampard es hijo de Frank Richard George Lampard, defensa inglés ganador de dos FA Cup con el West Ham United. Su madre, Pat Lampard, fallecería de Neumonía el 24 de abril de 2008. Ahora, después de anotar un gol, siempre lo celebra homenajeando a su madre. Su tío, Harry Redknapp, fue entrenador del Tottenham Hotspur, y su primo, Jamie Redknapp, fue jugador del Liverpool F. C. durante once años, donde disputó 239 partidos y anotó 39 goles antes de retirarse en el 2005.
Lampard estudió en el Colegio de Brentwood entre 1989 y 1994, donde consiguió un A+ en latín, siendo uno de los once CGES que obtendría siendo estudiante. Lampard posee un IQ mayor a 150. Solo un 0.1% de la población mundial lo alcanza. Su autobiografía, llamada Totally Frank, fue publicada en agosto de 2006.
En 2007, Lampard admitió ser seguidor del Partido Conservador. En 2009, apareció por primera vez en la portada del videojuego FIFA 10, junto a sus compatriotas Theo Walcott y Wayne Rooney en la edición para el Reino Unido. En junio de 2011, Lampard se posicionó en el cuadragésimo noveno lugar como uno de los deportistas mejor pagados en el mundo.

### Relaciones
Lampard tiene cuatro hijos: dos hijas con su exesposa Elen Rivas, llamadas Luna (nacida el 22 de agosto de 2005) e Isla (nacida el 20 de mayo de 2007). Su divorcio de Rivas en febrero de 2009 le obligó a ceder una cantidad que se estima entre 1 y 12,5 millones de libras esterlinas de su fortuna, la cual se estimaba en 32 millones.
Un año después de la muerte de su madre, el 25 de abril de 2009 Lampard participó en una confrontación con el locutor de radio James O'Brien, de la estación de radio londinense LBC 97.3. Los periódicos ingleses habían informado que, después de la separación de Lampard y de Elen Rivas, sus hijas se habían ido a vivir con ella a un pequeño departamento, mientras que Lampard convirtió su hogar en un "matadero de solteros." Lampard llamó por teléfono a la emisora, afirmando que él no era "débil" ni "escoria" como para permitir que sus hijas vivieran en circunstancias peores a las de antes, y que había peleado con "uñas y dientes" para mantener a su familia unida. Los comentarios del público sobre la reacción de Lampard elogiaron su "valiente" y "articulado" manejo de la situación.
Desde 2015 está casado con Christine Bleakley y tiene dos hijos con ella: una niña, Patricia Charlotte Lampard, nacida el 21 de septiembre de 2018 y un niño, Frederick George Lampard, nacido en marzo de 2021.

### Escándalos
En el 2000, Lampard, Rio Ferdinand y Kieron Dyer aparecieron en un vídeo sexual que fue filmado en la localidad turística de Ayia Napa, en Chipre. Channel 4 emitió un breve fragmento de ese vídeo en 2004 como parte del documental llamado "Sex, Footballers and Videotape", alegando que era utilizado para "recordar al espectador que esto se basa en la vida real". El 23 de septiembre de 2001, Lampard, junto con otros tres jugadores del Chelsea, fueron multados con dos semanas de salario por su comportamiento en una borrachera ocurrida el 12 de septiembre. Los deportistas habían causado una pequeña riña con turistas estadounidenses en un hotel de Heathrow, solo 24 horas después de los atentados del 11 de septiembre contra las Torres Gemelas. El gerente del hotel declaró que "estaban absolutamente borrachos. Simplemente no parecían preocuparse por lo que había sucedido."